# ビフレスト

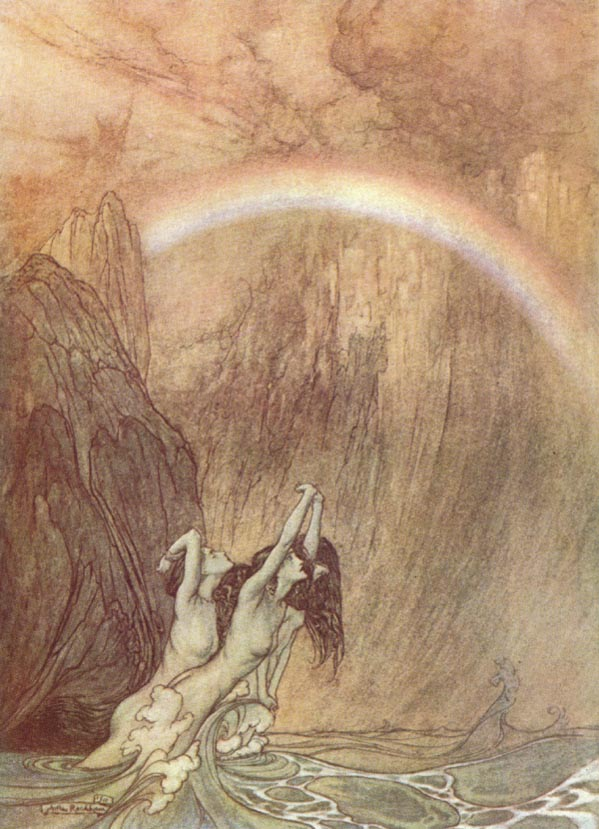
アーサー・ラッカムが描いたビフレスト。

ビフレスト（古ノルド語: Bifröst、ビフロスト、ビヴロストとも）は、北欧神話において、神々が地上からアースガルズへとかけた虹の橋を指す。名前は「ぐらつく道」を意味する。

## 概要
ビフレストはラグナロクのときに、その前後を炎が包むスルトを先頭にしたムスペルの子達が馬で渡ることで、燃え尽きるとされている。
普段は門番のヘイムダルが橋の袂で番をしている。
虹の色は外側が赤く見えるが、これは巨人たちの侵攻を防ぐために火が燃えているからだとされている。
ギリシア神話にも虹の橋が登場する。虹の女神イリスは、神々の使いとして虹の橋を渡って天地を行き来する。しかし彼女はヘイムダルのような有力な神ではない。松村武雄は、虹の神の性別、関連する神の重要度の違いに、ギリシャ人と北欧人の虹に対する考え方の相違が表れていると指摘している。

## ビルレスト
『古エッダ』の『グリームニルの言葉』第44節では「ビルレスト」（古ノルド語: Bilröst、「欺く道」の意）という名の橋への言及がある。「橋の中で最高のものだ」と語られる。
この橋は『ファーヴニルの歌』第15節にも登場する。シグルズがスルトとアース神族の戦う島の名を質問したのに対し、ファーヴニルは島の名前と、彼らが渡った後に橋ビルレストが破壊されることを答えている。
どちらも名前と役割がビフレストに類似しているが、ビルレストが虹でできているとはいわれていない。